# Herma
Herma (starogrčki: ἕρμα, pl ἑρμαῖ) je naziv za skulpturu koja se sastoji od glave, ponekad zajedno s torzom i koja je smještena na jednostavnom ali izduženom, često pravokutnom postolju.
Taj oblik skulptura razvijen je u Antičkoj Grčkoj, bio preuzet od Rimljana, a kasnije obnovljen u doba renesanse.
- Arhajska grčka herma, vjerojatno prikaz Hermesa, jedna od rijetkih kojoj je sačuvan penis.
- Herma na atičkom lekythosu, 475–450. pr. Kr.
- Herma starca, vjerojatno filozofa. Ai Khanoum, Afganistan, 2. stoljeće pr. Kr.
- Biste Seneke i Sokrata na rimskoj dvostrukoj hermi.
- Mala herma Hermesa od terakote.
- Muške i ženske herme u Rubenshuisu iz doba baroka.
- Herme u stilu Art Nouveaua i neobaroknom stilu u Poljskoj.
- Herme s manirističkim počecima, u A Handbook of Ornament (1898.)